# المزارع (أرحب)

تعديل مصدري - تعديل

المزارع هي إحدى قرى عزلة الزبيرات بمديرية أرحب التابعة لمحافظة صنعاء، بلغ تعداد سكانها 11 نسمة حسب تعداد اليمن لعام 2004.